# Through the Barricades
Through the Barricades es el quinto álbum de la banda inglesa Spandau Ballet. Fue publicado el 15 de julio de 1986 a través de Epic Records.
La letra de la canción que lleva el nombre del LP está inspirada en el amor que prevaleció un joven durante el Conflicto de Irlanda del Norte y por la muerte de uno de sus miembros.

## Canciones
Todas las canciones escritas por Gary Kemp
1. Barricades ‒ Introduction - 1:17
2. Cross the Line - 4:07
3. Man in Chains - 5:40
4. How Many Lies? - 5:21
5. Virgin - 4:23
6. Fight for Ourselves - 4:22
7. Swept - 4:53
8. Snakes and Lovers - 4:36
9. Through the Barricades - 5:58